# ささえ
「ささえ」は、1983年7月21日にリバスターより発売された橋幸夫の148枚目のシングルである（7RC-006）。

## 概要
- 作詞は千家和也、作曲は三木たかし、編曲は斉藤恒夫とビクター時代から何度も共演している作家による楽曲で、橋のリバスター移籍後のシングル第1号となっている[1]。
- 千家とは、ビクター時代シングル5枚10曲、三木とは、シングルは少ないが、橋のステージで歌手として共演、斉藤とは遠藤実作曲の楽曲の編曲で共演し、三木、斉藤とはこの後、アルバムで何度か共演することになる。
- 橋は、1983年4月にビクターからリバスターに移籍し、第1作アルバム「新しい出発・・・ささえ」を制作、その中からシングルカット曲として本楽曲と安倍里葎子とのデュエット「 今夜は離さない」を選び、「ささえ」と「今夜は離さない」の2枚のシングルとアルバム「新しい出発・・・ささえ」を移籍第1弾として同時発売した[2]。
- 社内の編成会議では、「今夜は離さない」より「ささえ」のほうがアダルト・ムードで好評であった[2]が、セールスでは後塵を拝することとなった。
- c/wは「寝顔」で、 作詞は池田充男、作曲は鶴岡雅義で、はじめての顔合わせであった。

## 収録曲
1. ささえ
作詞：千家和也、作曲：三木たかし、編曲：斉藤恒夫
2. 寝顔
作詞：池田充男、作曲：鶴岡雅義、編曲：斉藤恒夫

## 収録アルバム
- 『新しい出発・・・ささえ』（1983年7月21日）LP盤（28RL-0002）、カセットテープ（28RM-0002)／リバスター
- 『橋幸夫／ベストヒット14』（1985年6月21日）32RR-0001／リバスター
- 『橋幸夫／オリジナル15』（1986年12月5日）32RR-0012／リバスター
- 『橋幸夫／ベスト・シングル・コレクション』（1990年12月15日）　RVCI-00003／リバスター
- ビクター復帰後のアルバムへの収録はないが、
『橋幸夫ベスト100+カラオケ15』（CD-BOX 5+1枚組）2015年10月28日　VFD-10300/5 Disc3に収録